# Hans Buttersack
Hans Buttersack (* 11. August 1880 in Hamburg; † 12. Februar 1945 im KZ Dachau) war ein deutscher Rechtsanwalt.

## Leben

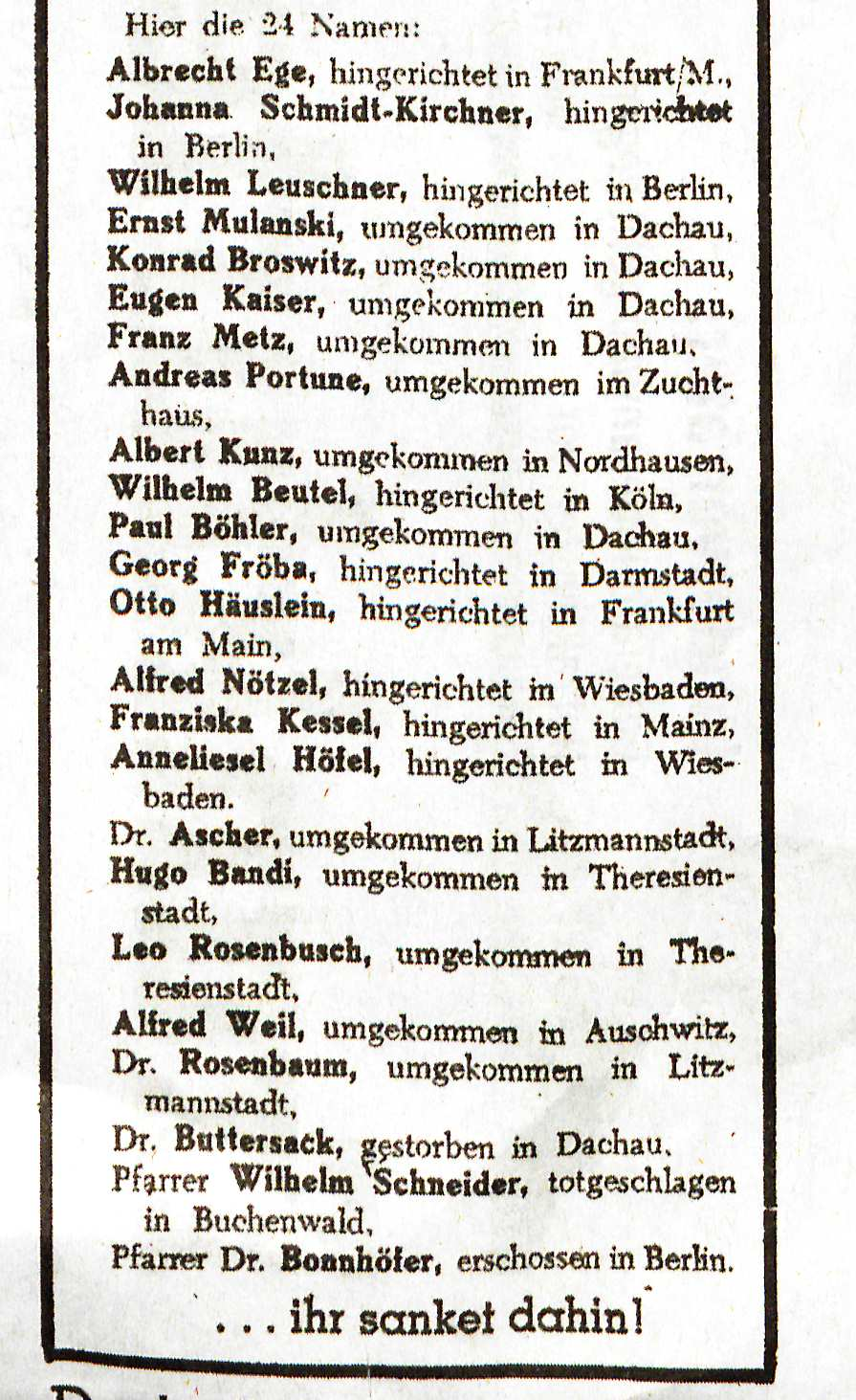
Gedenkveranstaltung in Frankfurt,
Zeitungsausschnitt der Frankfurter Rundschau, 1. August 1945

Hans Buttersack wurde als Sohn einer aus Hamburg stammenden Kaufmannsfamilie geboren. Als er fünf Jahre alt war, zogen seine Eltern nach Wiesbaden. Dort besuchte er zunächst das humanistische Gymnasium am Luisenplatz. Die beiden letzten Klassen absolvierte er in Ellwangen, machte dort 1899 das Abitur und wurde Mitglied der Tübinger Studentenverbindung Akademische Gesellschaft Stuttgardia. Er studierte Rechtswissenschaften in Berlin, Tübingen, Leipzig und Kiel. In Rostock promovierte er zum Dr. jur. 1909 ließ er sich in Wiesbaden als Rechtsanwalt nieder. Im selben Jahr heiratete er Grete, geb. Glaser; die beiden hatten sieben Kinder.
Hans Buttersack nahm am Ersten Weltkrieg teil und kehrte 1920 aus französischer Gefangenschaft nach Wiesbaden zurück.
Politisch war er durch sein Elternhaus rechtskonservativ geprägt. Er war Mitglied des Stahlhelms, dem Wehrverband der Deutschnationalen Volkspartei (DNVP), und führte als dessen Gauführer am 31. Januar 1933 aus Anlass der Ernennung Adolf Hitlers zum Reichskanzler einen Marsch der Rechten durch Wiesbaden.
Seine tiefe protestantische Überzeugung und seine Zugehörigkeit zur Gemeinde der Bergkirche führten ihn in die Nähe des Pfarrernotbundes von Martin Niemöller, dem Vorläufer der Bekennenden Kirche in der Stadt. Er war ab 1934 im Bruderrat der Frankfurter evangelischen Bekenntnisfront/Bekenntnisgemeinschaft und ab Oktober Mitglied des Landesbruderrates der Bekennenden Kirche in Nassau-Hessen. Des Weiteren nahm er im Oktober 1934 auch an der Dahlemer Reichsbekenntnissynode teil. Buttersack engagierte sich als Rechtsberater der Bekennenden Kirche und setzte sich auch als Rechtsbeistand für die Verteidigung von Christen und Juden ein, die von den Nationalsozialisten wegen ihrer religiösen Haltung verfolgt wurden. 1938 wurde er erstmals von der Gestapo verhaftet und blieb sieben Wochen im Polizeigefängnis in der Friedrichstraße inhaftiert. Am 6. Mai 1943 wurde er erneut festgenommen und in das Konzentrationslager Dachau deportiert. Im Außenlager Haunstetten bei Augsburg musste er Zwangsarbeit für die Messerschmitt AG leisten. Im Februar 1944 bei einem Luftangriff verletzt, wurde er nach Dachau verlegt. Zwei Monate vor der Befreiung des Lagers erlag er am 12. Februar 1945 den Folgen eines Blasenleidens und eines Fleckfiebers.

## Ehrungen
In Erinnerung an den Widerstand Buttersacks beschloss der Magistrat der Stadt Wiesbaden 1968 die Benennung einer Straße im Stadtteil Klarenthal nach ihm.